# Desvio ético
Desvio ético é um termo que surgiu na modernidade  politicamente correta, é uma forma amena de qualificar o autor de falcatruas, em geral envolvendo dinheiro público, ou função pública..
Serve também para órgãos da imprensa se precaverem de processos ao darem notícias de tais falcatruas.
Esse termo é muito usado por políticos ao se referirem a colegas de partido envolvidos em suspeitas de corrupção.

## Exemplos de uso do termo
1.França investiga fraudes científicas
Desvio ético e motivações econômicas são o foco da questão.
Plágio, manipulação e falsificação de dados ameaçam credibilidade da Ciência e têm sido descobertos ao acaso.
Um tabu científico, o da própria lisura da ciência, começou a ser investigado na última semana por especialistas na França.
.....
O objetivo é conter um fenômeno crescente como o próprio orçamento dos estabelecimentos de ensino dos países desenvolvidos: o desvio ético. 
O consenso é que o plágio, a manipulação e a falsificação de dados e estatísticas podem estar contagiando grande parte das pesquisas publicadas em todo o mundo.
2.O presente volume apresenta uma seleção de textos que contribuem para demonstrar que a suscetibilidade a desvios de natureza ética não está necessariamente associada a qualquer juízo de valor anterior sobre o caráter ético ou não das organizações e dos seus quadros.
Resulta, isso sim, do exercício daquelas competências necessárias ao funcionamento eficaz das próprias organizações que integram o aparelho do Estado.
Apresenta o desenvolvimento e teste de metodologia para aferir riscos de desvios, assim como análise do modelo de gestão da ética na realidade brasileira, explicitando as matérias relacionadas à conduta que são objeto de regulação.
3.O presidente do Superior Tribunal de Justiça, ministro Paulo Costa Leite, disse hoje (08), no Senado Federal, que os governos federal, estaduais e municipais protagonizam um desvio ético ao se utilizarem do Poder Judiciário para adiar o cumprimento de suas obrigações.
É um claro desvio ético, que deve ficar registrado nesta Casa do povo, o fato de a administração pública apostar num dos maiores males do Poder Judiciário
a morosidade, para postergar o cumprimento de obrigações, para empurrar com a barriga , afirmou.